# Guerra etiopico-persiana

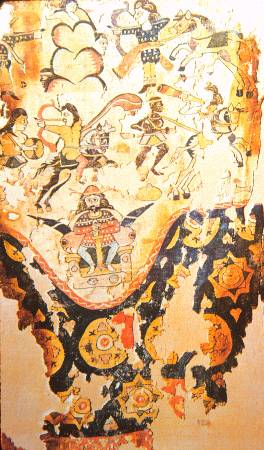
Modello di tessuto di tenda in lana egizia, o di pantaloni: copia di seta sasanide importata, a sua volta basata su un affresco del re persiano Cosroe II che combatte le forze etiopi in Yemen (VI secolo).

La guerra etiopico-sasanide fu un insieme di conflitti che contrapposero, alla fine del VI secolo, l'Impero sasanide persiano all'Impero di Axum etiope per il controllo e lo sfruttamento dell'regno di Himyar (Arabia meridionale). 

## Contesto
Intorno al 520 d.C., il re Kaleb, a capo del regno di Axum, inviò una spedizione militare nello Yemen per combattere contro Dhu Nuwas, sovrano ebreo del regno himyarita che aveva acquisito notorietà per la sua continua persecuzione della comunità cristiana a Najrān. Dopo il successo dell'invasione axumita, Dhu Nuwas fu deposto e giustiziato e Kaleb nominò suo viceré un cristiano himyarita nativo, Sumūyafa Ashwa. Tuttavia, intorno al 525, Ashwa fu deposto dal generale axumita Abraha, che si dichiarò re del nuovo regno himyarita-aksumita.
Dopo la morte di Abraha, suo figlio Masruq ibn Abraha subentrò al potere, riprendendo a pagare i tributi al Regno di Axum, riconoscendo così la sovranità del regno axumita nello Yemen. In seguito a questi eventi, il fratellastro di Masruq, Ma'adi Yakrib, decise di ribellarsi, cercando prima l'aiuto di Giustino II imperatore romano d'Oriente, e poi quello di Cosroe I, sovrano dell'Impero sasanide.

## Conflitto
In risposta alla richiesta di Maʽd-Karib, nel 570 Cosroe I inviò il generale Vahrez e suo figlio Nawzadh nello Yemen a capo di un piccolo corpo di spedizione di 800 cavalieri dailamiti. L'esercito sasanide, costeggiando la pensiola araba a bordo di 8 navi, sebbene due andarono perse nella navigazione, riuscì a sbarcare nella regione yemenita di Hadhramaut.
Lo scontro decisivo si ebbe nella battaglia di Hadramawt, dove l'esercito sasanide condotto da Vahrez sconfisse quello etiope condotto da Ma'adi Yakrib, giustiziato alla fine della battaglia. Alla battaglia seguì l'assedio di Ṣanʿāʾ, conclusosi con la sua conquista da parte dei sasanidi. 
Dopo la cattura di Sanaʽa, l'ex re himyarita Maʽd-Karib fu re-integrato al trono come vassallo dell'impero persiano sasanide, l'esercito etiope fu espulso dal paese e il generale fece ritorno in Persia con un ricco bottino.
Nel 575 (o nel 578) il re vassallo Yazan fu assassinato dai suoi servi etiopi, permettendo così il ritorno degli axumiti che ristabilirono il loro potere nella regione. In risposta al loro ritorno, l'esercito sasanide invase lo Yemen una seconda volta, guidato ancora una volta dal generale Vahrez a capo di una forza di circa 4.000 soldati. 
Ancora una volta i sasanidi ebbero la meglio, ma questa volta lo Yemen fu poi annesso all'Impero Sasanide come provincia, con a capo il Vahrez.

## Conseguenze
La sconfitta subita ad opera dell'impero sasanide comportò la fine della presenza etiope nel sud della penisola araba.